# Misák József
Misák József (Csehország, Horic, 1866. április 7. – Alsószemeréd, 1939. december 29.) kertész. 

## Életpályája
A csehországi Horicban született 1866-ban. Tanítója, Prokop Donbek libonici kertész volt, aki kapcsolatban állt a magyar kertészekkel, ezért Misák Józsefet Nagyszalókra küldte díszkertet létesíteni, itt faiskolát is berendezett. 1902-ben Ambrózy-Migazzi István gróf meghívta Malonyára dendrológiai kertjéhez, ahol 90 kataszteri  holdon örökzöld parkot létesítettek. Csakhamar szaporító faiskolát is berendezett, ahol a külföldi örökzöld növények honosítása területén is eredményeket ért el. 
Tapasztalatait kertészeti folyóiratokban közölte.
Alsószemeréden hunyt el 73 évesen, 1939. december 29-én.

## Főbb munkái
- Immergrüne Laubgehölze, Erfahrungen in Malonya (Berlin, 1925)